# Isola di Cywolka (Mar del Giappone)
L'isola di Cywolka o di Civol'ka (in russo Остров Циволько) è una piccola isola russa nel golfo di Pietro il Grande (mar del Giappone), che fa parte dell'arcipelago dell'imperatrice Eugenia. Amministrativamente appartiene al Pervomajskij rajon della città di Vladivostok, nel Territorio del Litorale, che è parte del Circondario federale dell'Estremo Oriente.

## Geografia
L'isola si trova a sud-ovest dell'isola di Rikord e a nord-ovest dall'isola di Želtuchin. Ha un'altezza di 32,6 m s.l.m. Sulla costa meridionale c'è una grotta e sulla sommità dell'isola vi è un faro.

## Storia
Come per le altre isole dell'arcipelago, è stata mappata durante la spedizione russa del 1862-63 guidata da Vasilij Matveevič Babkin e le è stato dato il nome dell'esploratore artico polacco August Cywolka (in russo: Август Карлович Циволька, Avgust Karlovič Civol'ka), membro della spedizione di Pëtr Kuz'mič Pachtusov alla Novaja Zemlja.